# Hasan Sevinç
Hasan Sevinç (ur. 1936 w Zile, zm. 15 listopada 2012) – turecki zapaśnik walczący w stylu wolnym. Olimpijczyk z Meksyku 1968, gdzie odpadł w eliminacjach w kategorii do 57 kg.
Wicemistrz świata w 1966. Mistrz Europy w 1967; trzeci w 1966; czwarty w 1968 i 1969; szósty w 1970 roku.